# Berlovine
Berlovine (izvirno srbsko Берловине) je naselje v Srbiji, ki upravno spada pod Občino Ljubovija; slednja pa je del Mačvanskega upravnega okraja.

## Demografija
V naselju, katerega izvirno (srbsko-cirilično) ime je Берловине, živi 237 polnoletnih prebivalcev, pri čemer je njihova povprečna starost 45,0 let (41,3 pri moških in 49,2 pri ženskah). Naselje ima 93 gospodinjstev, pri čemer je povprečno število članov na gospodinjstvo 2,97.
To naselje je popolnoma srbsko (glede na rezultate popisa iz leta 2002), a v času zadnjih treh popisov je opazno zmanjšanje števila prebivalcev.
|  |

| Demografija | Demografija     | Demografija     |
| Leto        | Št. prebivalcev | Št. prebivalcev |
| ----------- | --------------- | --------------- |
|             |                 |                 |
|             |                 |                 |
|             |                 |                 |
|             |                 |                 |
| 1948        | 857             |                 |
| 1953        | 879             |                 |
| 1961        | 789             |                 |
| 1971        | 657             |                 |
| 1981        | 550             |                 |
| 1991        | 382             | 381             |
| 2002        | 278             | 276             |
|             |                 |                 |

| Etnična sestava po popisu iz leta 2002 | Etnična sestava po popisu iz leta 2002 | Etnična sestava po popisu iz leta 2002 | Etnična sestava po popisu iz leta 2002 | Etnična sestava po popisu iz leta 2002 |
| -------------------------------------- | -------------------------------------- | -------------------------------------- | -------------------------------------- | -------------------------------------- |
| Srbi                                   | Srbi                                   |                                        | 276                                    | 100,0%                                 |
| Neznano                                | Neznano                                |                                        | 0                                      | 0,0%                                   |